# Era Aviation
Era Aviation (mã IATA = 7H, mã ICAO = ERH) là hãng hàng không của Hoa Kỳ, trụ sở ở Anchorage, Alaska. Hãng có các tuyến đường từ Anchorage hợp tác với hãng Alaska Airlines. Căn cứ chính của hãng ở Sân bay quốc tế Ted Stevens Anchorage.

## Lịch sử
Era Aviation được thành lập và bắt đầu hoạt động từ năm 1948 khi Carl Brady bay máy bay trực thăng thương mại đầu tiên tới Alaska theo hợp đồng vẽ bản đồ cho chính phủ Hoa Kỳ. Từ tháng 5/1983 hãng bắt đầu mở các tuyến đường chở khách thường xuyên. Hãng do Công ty Rowan hoàn toàn làm chủ.

## Các nơi đến
(Tháng 9/2007):
Từ Anchorage:
- Kenai
- Homer
- Kodiak
- Valdez
- Cordova
- Bethel
- Fairbanks

## Đội máy bay
(Tháng 3/2007):
- 4 Bombardier Dash 8 Q106
- 3 Beechcraft 1900D[3]